# Holger Eriksen
Holger Edvard Eriksen, född 5 december 1894 i Østbirk Sogn, död 8 april 1988, var en dansk socialdemokratisk politiker och journalist.

## Tidiga år
Holger Eriksen föddes in i en bondefamilj som levde under knappa villkor. Fadern var politiskt engagerad och deltog i socialdemokraten Harald Jensens arbete för att organisera jordbrukarna i Socialdemokratiet. Holger Eriksen avlade realexamen från Bræstrup Realskole 1912 och gick i lära vid Løgstør Avis för att bli journalist. Han hade redan under skoltiden arbetat för Horsens Socialdemokrat. Han blev anställd hos den socialdemokratiska pressen 1913 och verkade i Vejle (Vejle Social-Demokrat), Slagelse (Vestsjællands Social-Demokrat), Köpenhamn (den socialdemokratiska korrespondensbyrån) och Næstved (Sydsjællands Social-Demokrat). I dessa städer bidrog han också till upprättandet av flera socialdemokratiska ungdomsförbund. Han blev anställd av den regionala socialdemokratiska tidningen Demokraten i Aarhus 1921. Här arbetade han fram till 1956, under de senare åren som tidningens politiska redaktör. Han var gift med Fanny Eriksen, född Hansen, från 1923 till hennes död 1968.
Eriksen tillhörde partiets vänsterkant och vid ett flertal tillfällen formulerade han principiella ståndpunkter som gick emot Socialdemokratiets politiska linje. Under 1930-talet förhöll han sig skeptisk till Socialdemokratiets regeringssamarbete med Det Radikale Venstre och hamnade ofta i konflikt med statsminister Thorvald Stauning. Han utmärkte sig som en motståndare av H.C. Hansens koalitionsregering med mittenpartierna Det Radikale Venstre och Danmarks Retsforbund, som han menade både förhindrade ”all form för socialistiska krisåtgärder” och Socialdemokratiet från att föra en egen politik.

## Politisk karriär
Holger Eriksen var en viktig person inom det socialdemokratiska partiet. Han var ordförande för partiet i valkretsen Århus Nordre Kreds (1924-1949), medlem av partistyrelsen (1927-1965) och dess verkställande utskott (1939-1965). Lokalt var han ledamot av Aarhus kommunfullmäktige (1929-1935), gruppordförande för socialdemokraterna och 1:e vice borgmästare (1933-1935). Han var även en mångårig ledamot av Folketinget (1935-1945, 1947-1950 och 1950-1966). Som folketingsledamot var han bland annat medlem av Lönekommissionerna av 1943 och 1954 samt av folketingets löneutskott, av författningskommissionen som resulterade i 1953 års grundlag och av Den Parlamentariske Kommission (som ordförande, 1950-1966), vilken undersökte förhållandena under ockupationen 1940-1945. Han ingick dessutom i Nordiska rådets kommitté rörande nordiska medborgares rättsliga jämställdhet.
I författningskommissionen var Eriksen ordförande av det så kallade första utskottet, vilket behandlade frågan om Rigsdagens sammansättning och uppdelning. En av utskottets viktigaste frågor var om Danmark skulle behålla tvåkammarriksdagen eller övergå till en enkammarriksdag. Eriksen utarbetade bland annat ett förslag om att låta alla representanter i första kammaren, Landstinget, väljas i allmänna val liksom representanterna i Folketinget, samt att valen till båda kamrarna skulle förläggas till samma dag. I sitt förslag valde han också att ta hänsyn till Det Radikale Venstres önskan om att låta väljarna få inflytande över kandidatlistan. Dessutom skulle Danmark delas in tre valkretsar vid landstingsvalen: en för Köpenhamn, en för Danmarks samtliga öar och en för hela Jylland. Förslaget avvisades dock av både Venstre och Det Konservative Folkeparti och mottagandet från Det Radikale Venstre var ljummet. Partierna enades senare om att avskaffa Landstinget. Det rådde däremot oenighet mellan partierna om rösträttsåldern, vilket fick Eriksen att föreslå att låta lagen om rösträttsålder flyttas från grundlagen till vallagstiftningen. Detta accepterades sedermera av alla större partier i Folketinget. I Folketinget lade han dessutom fram förslaget om att sätta rösträttsåldern till 21 år vid de kommunala valen (1951), samt att rösträttens beroende av skattevillkor skulle upphävas. Enligt Eriksen själv ville han pressa på förhandlingarna om den kommunala rösträttsåldern för att på så vis göra det svårare att sätta en annan rösträttsålder vid folketingsvalen.

## Övriga förtroendeposter

### Icke-politiska förtroendeposter
- Styrelseledamot av Det Store Nordiske Telegraf-Selskab, 1949-1970
- Medlem av Lønningsrådet
- Medlem av Tilsynsrådet for Arbejdernes Spare- og Laanekasse i Aarhus, 1938-1967
- Ordförande av Aarhus Journalistforening, 1938-1948
- Styrelseledamot av Aarhus universitet, 1933-1937
- Styrelseledamot av Gudenaacentralen (Tangeværket), 1930-1936

### Politiska förtroendeposter

#### Lokal nivå
- Ledamot i Udvalget for belysningsvæsenet og sporvejene, 1929-1935
- Ledamot i Lønudvalget, 1933-1935
- Ledamot i Kasse- og regnskabsudvalget, 1933-1935
- Styrelseledamot av Aarhus museums konstavdelning, 1929-1933
- Styrelseledamot av Aarhus observatorium, 1929-1933
- Styrelseledamot av Cristian IX:s barnhem, 1929-1933
- Ledamot av Skolekommissionen, 1929-1935
- Ledamot av Sundhedskommissionen, 1929-1935
- Ledamot av Århus amts skoleråd, 1930-1935
- Ledamot av Overepidemikommissionen, 1931-1933

#### Nationell nivå
- Ledamot av Folketingets utrikespolitiska nämnd, 1953-1966
- Ledamot av Nordiska rådet, 1953-1964
- Ledamot av Europarådets kommunala utskott, till 1964
- Medlem av Folketingets försvarskommission
- Medlem av Grundskyldskommissionen, 1947-1966
- Ordförande av Folketingets skatteutskott
- Medlem av Valglovskommissionen
- Medlem av Offentlighedskommissionen
- Medlem av Pristalskommissionen
- Medlem av Danmarks Nationalbanks representantskap
- Vice ordförande för den socialdemokratiska riksdagsgruppen